# Paul Hogh
Paul Hogh (* 1. August 1933 in Oberstuben, Tschechoslowakei) ist ein ehemaliger deutscher Boxer.
1964 wurde Hogh im Halbmittelgewicht deutscher Meister. Er nahm im selben Jahr an den Olympischen Sommerspielen in Tokio teil, nachdem er sich zuvor gegen seinen ostdeutschen Konkurrenten in der Vorausscheidung durchgesetzt hatte. In der Gewichtsklasse Halbmittelgewicht wurde er in der ersten Runde gegen den späteren Olympiasieger Boris Lagutin gelost, dem er mit 0:5 unterlag.
Hogh trat für den Polizeisportverein Stuttgart an und war später Sportlehrer bei der Landespolizeidirektion Stuttgart II. Er lebt heute in Plattenhardt.